# جون إف. كامبل (سياسي)
جون إف. كامبل هو محامي وسياسي أمريكي، ولد في 3 مارس 1954 في نيو هايد بارك في الولايات المتحدة. نشط حزبياً في الحزب الديمقراطي. وقد انتخب عضو مجلس ولاية فيرمونت ‏.